# Tom Lawless
Thomas James Lawless (né le 19 décembre 1956 à Erie, Pennsylvanie, États-Unis) est l'actuel manager des Astros de Houston de la Ligue majeure de baseball.
Lawless, un joueur de deuxième but et de troisième but, a évolué dans le baseball majeur pendant 7 saisons, entre 1982 et 1990, pour les Reds de Cincinnati, les Expos de Montréal, les Cardinals de Saint-Louis et les Blue Jays de Toronto. Joueur marginal n'ayant jamais disputé plus de 59 matchs en une saison, Lawless est connu pour son coup de circuit dans le 4e match de la Série mondiale 1987 entre les Cardinals et les Twins du Minnesota. En 1984, les Reds l'échangent aux Expos pour rapatrier leur ancienne vedette Pete Rose.
Le 1er septembre 2014, Lawless est nommé gérant par intérim des Astros lors du congédiement de Bo Porter. Plus tôt dans cette même saison, Lawless, un instructeur des joueurs de champ intérieur des Astros, avait été gérant des RedHawks d'Oklahoma City, le club-école de la franchise dans la Ligue de la côte du Pacifique, pendant le congé de maladie de Tony DeFrancesco.